# 花捲
花捲（ホアジュアン）は、中華料理の点心の一種。小麦粉を使った蒸しパンのようなものである。ほんのりと甘く柔らかな食感のものが多い。その名前は、渦巻きのような模様が表面にあることに由来する。中国語で「花」の字には模様などの意味もあり、ここでは面白い形といった意味である。
作り方は、小麦粉をベースにした酵母による発酵生地を使う。薄く伸ばした生地に油を塗って棒状に巻き、短く切り分けた後に、折り畳んで捻るなどの方法で成形する。この工程により、棒状に巻いた生地の断面が表面に出て、独特の渦巻き模様ができる。成形後に2次発酵させてから、蒸籠で蒸し上げる。
味付けは生地に砂糖を加えた甘いものが基本で、成形前の薄く伸ばした生地に胡麻ペーストを塗ったり、風味付けに花椒塩やフェンネルを振るなどの様々なバリエーションがある。

## 参考資料
- ウー・ウェン『ウー・ウェンの北京小麦粉料理』（高橋書店、2001年、ISBN 978-4471400064）